# Championnat de la République populaire de Croatie de football 1946
Navigation
Saison précédente Saison suivante
La saison 1946 du Championnat de Croatie de football, appelée Championnat de la République populaire de Croatie de football 1946 (en croate Prvenstvo Narodne Republike Hrvatske), est une édition spéciale de la première division croate. 
Ce tournoi est organisé par la fédération croate de football. Cette édition est particulière car il s'agit de la seule édition organisée par la fédération croate, sous la République populaire de Croatie. 
Hajduk Split remporte le championnat.

## Championnat de Croatie
| Classement | Équipe             | J  | V  | N | D  | Bp | Bc | Diff | Pts |
| ---------- | ------------------ | -- | -- | - | -- | -- | -- | ---- | --- |
| 1.         | Hajduk Split       | 14 | 10 | 2 | 2  | 51 | 11 | +40  | 22  |
| 2.         | Dinamo Zagreb      | 14 | 10 | 2 | 2  | 40 | 12 | +28  | 22  |
| 3.         | Lokomotiva Zagreb  | 14 | 6  | 5 | 3  | 31 | 13 | +18  | 17  |
| 4.         | Proleter Belišće   | 14 | 6  | 3 | 5  | 25 | 28 | -3   | 15  |
| 5.         | Tekstilac Varaždin | 14 | 6  | 3 | 5  | 24 | 27 | -3   | 15  |
| 6.         | Metalac Zagreb     | 14 | 4  | 5 | 5  | 20 | 20 | 0    | 13  |
| 7.         | Split              | 14 | 3  | 0 | 11 | 14 | 45 | -31  | 6   |
| 8.         | Jedinstvo Sušak    | 14 | 0  | 2 | 12 | 7  | 49 | -42  | 2   |

Les trois premiers du championnat se qualifient pour le Championnat de Yougoslavie de football 1946-1947.

## Championnat de la cité de Rijeka
Une partie de la Croatie est occupée par l'Italie et  une compétition est organisée. Le vainqueur se qualifie pour le Championnat de Yougoslavie de football 1946-1947.
| Pos | Club                      | J  | V  | N | D  | Bp | Bc  | Pts |
| 1   | Magazzini generali Rijeka | 16 | 12 | 3 | 1  | 59 | 19  | 27  |
| 2   | Cantieri Rijeka           | 16 | 10 | 3 | 3  | 66 | 23  | 23  |
| 3   | Lignum Rijeka             | 16 | 10 | 3 | 3  | 60 | 32  | 23  |
| 4   | Torpedo Rijeka            | 16 | 8  | 3 | 5  | 48 | 18  | 19  |
| 5   | ROMSA Rijeka              | 16 | 8  | 2 | 6  | 48 | 38  | 18  |
| 6   | Portuale Rijeka           | 16 | 5  | 2 | 9  | 30 | 39  | 12  |
| 7   | ASPM Rijeka               | 16 | 3  | 3 | 10 | 37 | 51  | 9   |
| 8   | Metallurgica Rijeka       | 16 | 4  | 1 | 11 | 31 | 75  | 9   |
| 9   | Dinamo Rijeka             | 16 | 2  | 0 | 14 | 18 | 102 | 4   |

Le Magazzini generali avec d'autres clubs de Rijeka vont former le SD Kvarner Rijeka.

### Finale Rijeka/Istrie
| Équipe         | Aller | Total | Retour | Équipe          |
| -------------- | ----- | ----- | ------ | --------------- |
| Kvarner Rijeka | 1-2   | 5-3   | 4-1    | US Operaia Pula |

Le Kvarner Rijeka se qualifie pour le Championnat de Yougoslavie de football 1946-1947.

## Bilan de la saison
| Tableau d'Honneur                  |                |
| Compétition                        | Vainqueur      |
| Championnat de Croatie de football | Hajduk Split   |
| Championnat de Rijeka/Istrie       | Kvarner Rijeka |